# Molgula bourbonis
Molgula bourbonis är en sjöpungsart som beskrevs av Monniot 1994. Molgula bourbonis ingår i släktet Molgula och familjen kulsjöpungar.
Artens utbredningsområde är Indiska oceanen. Inga underarter finns listade i Catalogue of Life.